# Suchohradské alúvium Moravy
Suchohradské alúvium Moravy este o arie protejată (arie specială de conservare — SAC, sit de importanță comunitară — SCI) din Slovacia întinsă pe o suprafață de 55,68 ha, integral pe uscat.

## Localizare
Centrul sitului Suchohradské alúvium Moravy este situat la coordonatele 48°24′03″N 16°51′35″E / 48.400833°N 16.859722°E.

## Înființare
Situl Suchohradské alúvium Moravy a fost declarat sit de importanță comunitară în aprilie 2004 pentru a proteja 46 de specii de animale. Situl a fost protejat și ca arie specială de conservare în martie 2004.

## Biodiversitate
Situată în ecoregiunea panonică, aria protejată conține 1 habitat natural: Păduri mixte riverane de Quercus robur, Ulmus laevis și Ulmus minor, Fraxinus excelsior sau Fraxinus angustifolia, de-a lungul marilor râuri (Ulmenion minoris).
La baza desemnării sitului se află mai multe specii protejate:
- păsări (38): lăcar mare (Acrocephalus arundinaceus), lăcar-de-rogoz (Acrocephalus schoenobaenus), rață pitică (Anas crecca), rață fluierătoare (Anas penelope), rață pestriță (Anas strepera), gâscă cenușie (Anser anser), gâscă de semănătură (Anser fabalis), rață-cu-cap-castaniu (Aythya ferina), rața moțată (Aythya fuligula), Aythya marila, Bucephala clangula, fugaci de țărm (Calidris alpina), erete vânăt (Circus cyaneus), cioară de semănătură (Corvus frugilegus), lebădă de vară (Cygnus olor), egretă albă (Egretta alba), presură de stuf (Emberiza schoeniclus), lișiță (Fulica atra), pescăruș argintiu (Larus cachinnans), pescăruș sur (Larus canus), pescăruș râzător (Larus ridibundus), rață catifelată (Melanitta fusca), ferestraș mic (Mergus albellus), codobatura galbenă (Motacilla flava), stârc de noapte (Nycticorax nycticorax), vultur pescar (Pandion haliaetus), cormoran mic (Phalacrocorax pygmeus), bătăuș (Philomachus pugnax), corcodel mare (Podiceps cristatus), lăstun de mal (Riparia riparia), mărăcinar negru (Saxicola torquatus), guguștiuc (Streptopelia decaocto), corcodel mic (Tachybaptus ruficollis), fluierar negru (Tringa erythropus), fluierar cu picioare verzi (Tringa nebularia), fluierarul de zăvoi (Tringa ochropus), fluierarul cu picioare roșii (Tringa totanus), sturzul viilor (Turdus iliacus)
- amfibieni (2): buhai de baltă cu burta roșie (Bombina bombina), triton cu creastă dobrogean (Triturus dobrogicus)
- mamifere (1): castor (Castor fiber)
- nevertebrate (4): Cucujus cinnaberinus, rădașcă (Lucanus cervus), Ophiogomphus cecilia, Unio crassus
- pești (1): boarță (Rhodeus sericeus amarus)

Pe lângă speciile protejate, pe teritoriul sitului au mai fost identificate 6 specii de plante, 9 specii de amfibieni, 10 specii de mamifere, 26 de specii de nevertebrate, 7 specii de pești, 2 specii de reptile.